# TNFSF14
TNFSF14 (член надсемейства (лигандов) факторов некроза опухоли 14, англ. tumor necrosis factor (ligand) superfamily member 14) — внеклеточный белок, провоспалительный цитокин из надсемейства факторов некроза опухоли (TNF).

## Функции
TNFSF14 активирует ядерный транскрипционный фактор NF-kB, стимулирует пролиферацию T-лимфоцитов, ингибирует рост аденокарциномы HT-29. Кроме этого, является рецептором вируса Herpes simplex.

## Структура
Существует в двух формах: полной мембрано-связанной (240 аминокислот ) с молекулярной массой 26,35 кДа и свободной, или растворимой, которая образуется после отщепления первых ок. 82 аминокислот (158 аминокислот). Мембранная форма содержит цитозольный, трансмембранный и внеклеточный участки. Растворимая форма включает только внеклеточный фрагмент. TNFSF14 образует тример.

## Тканевая специфичность
В основном находится в селезёнке, в меньшей степени — в мозге. Слабо представлен в периферической лимфоидной ткани, плаценте, печени, лёгких, червеобразном отростке и в почках.

## Взаимодействия
TNFSF14 взаимодействует с рецепторами TNFRSF14, TNFRSF6B, и сигнальными белками BIRC2, TRAF2 и TRAF3.

## Роль в астме
TNFSF14 играет роль в индуцировании фиброза и гиперплазии гладкомышечных клеток при бронхиальной астме.